# Christian González (fútbol americano)
Christian González (Carrollton, Texas; 28 de junio de 2002) es un jugador profesional estadounidense de fútbol americano, se desempeña en la posición de cornerback en New England Patriots, en la National Football League (NFL).

## Carrera
Fue seleccionado en la primera ronda en la Reunión Anual de Selección de Jugadores de la NFL de 2023. Hizo su debut profesional con el equipo New England Patriots, lleva jugando una temporada, comenzó en el 2023.